# Compte Microsoft
Le compte Microsoft (en anglais Microsoft account, anciennement Microsoft Wallet, Microsoft Passport, .NET Passport, Microsoft Passport Network et plus récemment Windows Live ID) est un compte utilisateur mis en place par Microsoft permettant, grâce à une unique adresse de messagerie et à un mot de passe, de se connecter sur tous les sites Internet autorisés. Il était auparavant destiné à faciliter l'identification sur les sites web. C'est un système centralisé d'authentification unique comme Windows CardSpace.

## Historique
Microsoft Passport, le prédécesseur de Windows Live ID, était originellement un service ouvert à tous les sites Internet pour permettre une authentification. L'application n'a pas eu le succès escompté par Microsoft. Certains sites web, tels que eBay, qui l'avaient adopté au départ ont fini par l'abandonner. Microsoft préfère donc maintenant recentrer ce service sur ses seuls réseaux comme MSN, Xbox, Zune, SkyDrive ou Outlook.
En 2012, Windows Live ID est renommé en compte Microsoft.
Le renommage est progressif et il n'est pas rare de trouver des sites web faisant encore référence à Windows Live ID[réf. nécessaire].
Le compte Microsoft peut être utilisé pour ouvrir une session locale sous Windows 8 et Windows 10, ce qui permet une sauvegarde (via des services sur le cloud) des paramètres utilisateur.